# حقوق فضایی

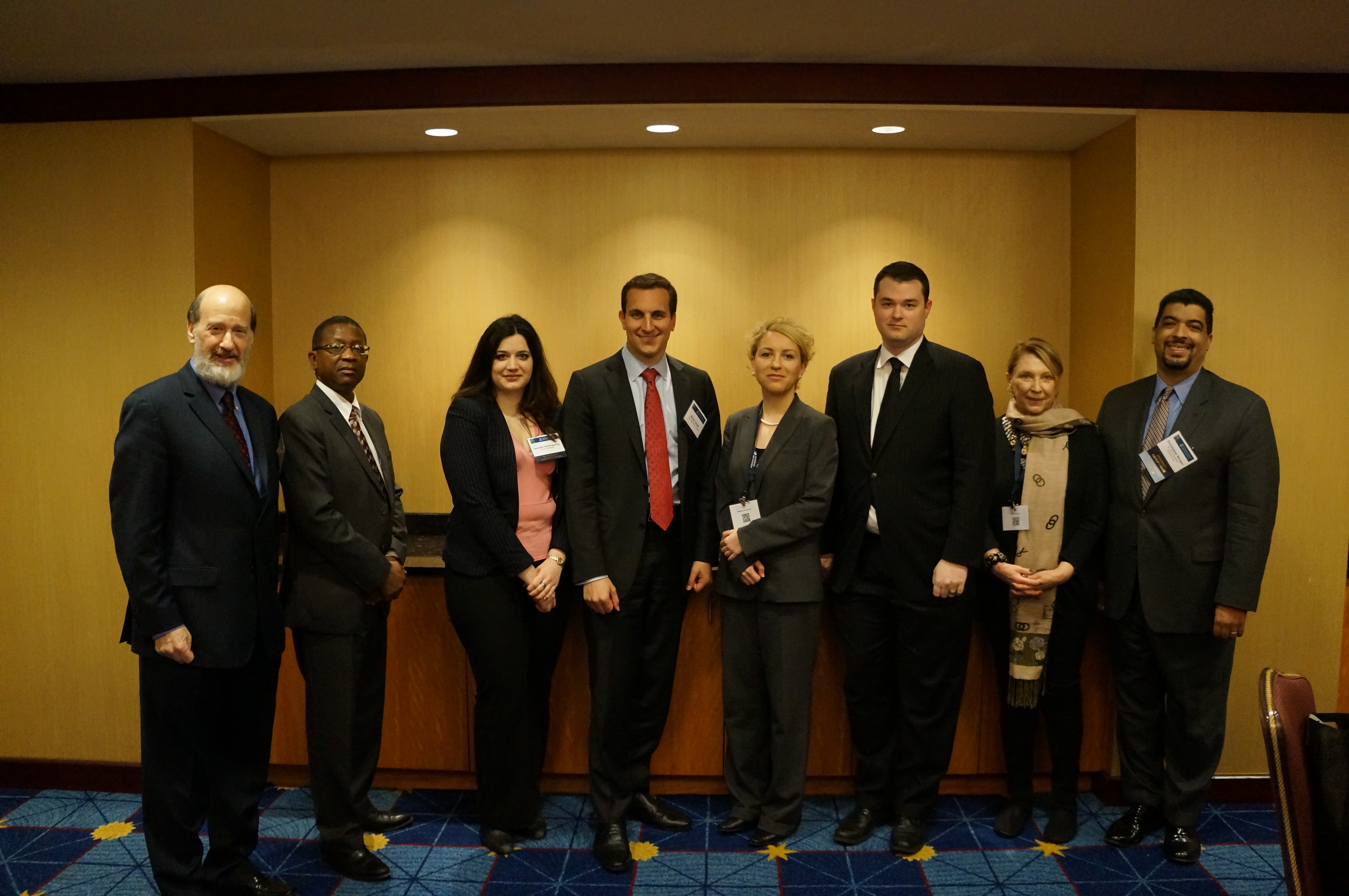
نشست تجاری حقوق فضایی 2014 در واشنگتن

حقوق فضا مجموعه ای از قوانینی است که فعالیت‌های مربوط به فضا را کنترل می‌کند، شامل توافقات، قوانین و اصول بین‌المللی و داخلی است. پارامترهای حقوق فضایی شامل اکتشاف فضا، مسئولیت خسارت، استفاده از سلاح، تلاش برای نجات، حفظ محیط زیست، به اشتراک گذاری اطلاعات، فناوری‌های جدید و اخلاق است. سایر رشته‌های حقوق، از قبیل حقوق اداری، مالکیت معنوی ، کنترل تسلیحات، قانون بیمه، محیط زیست، حقوق کیفری و حقوق تجارت نیز در قانون فضا ادغام شده‌اند.
از زمان جنگ سرد، پیمان اصول حاکم بر فعالیت کشورها در اکتشاف و استفاده از فضای خارجی، از جمله ماه و سایر اجرام آسمانی («پیمان فضای خارج از کشور») و اتحادیه بین‌المللی ارتباطات از راه دور به عنوان چارچوب اساسی عمل کرده‌است. و مجموعه ای از اصول و رویه‌های حقوق فضایی را تشکیل می‌دهد. بعلاوه، کمیته استفاده صلح آمیز از فضای بیرونی سازمان ملل (COPUOS)، به همراه کمیته‌های فرعی حقوقی و علمی و فنی خود، مسئولیت بحث در مورد موضوعات قانون و سیاست بین‌المللی فضایی را بر عهده دارند. دفتر امور فضای بیرونی سازمان ملل (UNOOSA) به عنوان دبیرخانه کمیته فعالیت می‌کند و از طریق طیف وسیعی از کنفرانس‌ها و برنامه‌های ظرفیت سازی، دسترسی به فضا برای همه را ارتقا می‌بخشد. دستورالعملهای خاصی در مورد تعریف فضای هوایی هنوز به‌طور جهانی تعیین نشده‌است.

## تحولات اولیه
یکی از کارهای اولیه در زمینه حقوق فضایی، ولادیمیر ماندل، حقوقدان چک، کتاب Das Weltraum-Recht: Ein Problem der Raumfahrt (قانون فضایی: مشکلی از سفرهای فضایی) بود که به زبان آلمانی نوشته شد و در سال ۱۹۳۲ منتشر شد.
در مؤسسه فناوری کالیفرنیا در سال ۱۹۴۲ تئودور فون کارمن و دیگر دانشمندان موشک با هم متحد شدند و با کمک وکیل اندرو جی هیلی شرکت آیروجت تشکیل دادند. بیست سال بعد، هیلی کتاب، قانون فضا و دولت را منتشر کرد.
از سال ۱۹۵۷ با رقابت فضایی، ملت‌ها بحث در مورد سیستم‌هایی را برای اطمینان از استفاده صلح آمیز از فضای خارج آغاز کردند. بحث‌های دو جانبه بین ایالات متحده و اتحاد جماهیر شوروی سوسیالیستی در سال ۱۹۵۸ منجر به ارائه موضوعات برای بحث و گفتگو به سازمان ملل شد. در سال ۱۹۵۹، سازمان ملل کمیته سازمان ملل در امور استفاده صلح‌آمیز از فضا (COPUOS) را ایجاد کرد.
قطعنامه‌های مجمع عمومی 1721 (XVI) و 1802 (XVII)، هر دو با عنوان «همکاری بین‌المللی در استفاده صلح آمیز از فضای بیرونی»، و قطعنامه ۱۹۶۲، یا «اعلامیه اصول قانونی حاکم بر فعالیت‌های کشورها در کاوش و استفاده از فضای بیرونی» به اتفاق آرا تصویب شد. این اصول اساسی پایه و اساس پیمان فضای بیرونی سال ۱۹۶۳ را تشکیل داد.

## معاهدات بین‌المللی
پنج معاهده بین‌المللی در COPUOS مورد مذاکره و تنظیم قرار گرفته‌است:
- معاهده ۱۹۶۷ مبنی بر اصول حاکم بر فعالیت کشورها در کاوش و استفاده از فضای خارجی، از جمله ماه و سایر اجرام آسمانی («پیمان فضای بیرونی»)
- توافق‌نامه ۱۹۶۸ در مورد نجات فضانوردان، بازگشت فضانوردان و بازگشت اجسام به فضا («پیمان نجات فضانوردان»).
- کنوانسیون ۱۹۷۲ درمورد مسئولیت بین‌المللی در برابر خسارات ناشی از اشیای فضایی («پیمان پذیرش مسئولیت فعالیت‌های فضایی»).
- کنوانسیون ۱۹۷۵ دربارهٔ ثبت اشیا در فضا راه اندازی شد («پیمان ثبت جزئیات اجسام پرتاب شده به فضا»).
- توافقنامه ۱۹۷۹ مربوط به فعالیتهای دولتها دربارهٔ ماه و سایر اجرام آسمانی («پیمان ماه»).

معاهده فضای خارجی با ۱۱۰ طرف گسترده‌ترین معاهده است.
بعلاوه، معاهده منع آزمایش‌های سلاح هسته ای در سال ۱۹۶۳ در جو، در فضای خارجی و زیر آب («پیمان منع جزئی آزمایش هسته‌ای») آزمایش سلاح‌های هسته‌ای در فضا را ممنوع کرد.